# Enrico LXII di Reuss-Gera
Enrico LXII di Reuss-Gera (Schleiz, 31 maggio 1785 – Gera, 19 giugno 1854) fu Principe di Reuss-Schleiz dal 1818 al 1848 e Principe di Reuss-Gera dal 1848 sino alla sua morte.

## Biografia
Enrico LXII di Reuss-Gera era figlio maggiore del principe Enrico XLII di Reuss-Schleiz. (1752-1818) e di sua moglie, Carolina di Hohenlohe-Kirchberg (1761-1849).
In gioventù studiò a Würzburg ed ereditò il trono paterno alla morte del padre nel 1818 e regnò sul piccolo principato di Reuss-Schleiz. Grazie alla rivoluzione del 1848, però, ed all'estinzione delle altre casate precedenti, riuscì ad incamerare tra i propri possedimenti anche gli antichi piccoli principati di Reuss-Gera, Reuss-Lobenstein e Reuss-Eberndorf, oltre ovviamente a mantenere il controllo sull'eredità del principato paterno di Reuss-Schleiz. Fu così che egli poté unire i propri possedimenti, ai quali diede il nome di Reuss-Gera, in quanto esso era il maggiore dei principati per estensione territoriale.
Enrico LXII non si sposò mai e non ebbe figli; di conseguenza, alla sua morte, il trono del nuovo principato di Reuss-Gera passò al fratello Enrico LXVII.

## Ascendenza
|                                                 |                                      |                                              | Genitori                                          |  |  | Nonni |  |  | Bisnonni                             |  |  | Trisnonni                          |  |
|                                                 |                                      |                                              |                                                   |  |  |       |  |  | Enrico XI, II conte di Reuss-Schleiz |  |  | Enrico I, I conte di Reuss-Schleiz |  |
|                                                 |                                      |                                              |                                                   |  |  |       |  |  | Enrico XI, II conte di Reuss-Schleiz |  |  | Enrico I, I conte di Reuss-Schleiz |  |
|                                                 |                                      | Ester di Hardegg                             |                                                   |  |  |       |  |  | Enrico XI, II conte di Reuss-Schleiz |  |  |                                    |  |
| Enrico XII, IV conte di Reuss-Schleiz           |                                      |                                              |                                                   |  |  |       |  |  | Enrico XI, II conte di Reuss-Schleiz |  |  |                                    |  |
|                                                 |                                      | Augusta Dorotea di Hohenlohe-Langenburg      | Enrico Federico, IV conte di Hohenlohe-Langenburg |  |  |       |  |  |                                      |  |  |                                    |  |
|                                                 |                                      | Augusta Dorotea di Hohenlohe-Langenburg      | Enrico Federico, IV conte di Hohenlohe-Langenburg |  |  |       |  |  |                                      |  |  |                                    |  |
|                                                 |                                      | Augusta Dorotea di Hohenlohe-Langenburg      | Giuliana Dorotea di Castell-Remlingen             |  |  |       |  |  |                                      |  |  |                                    |  |
| Enrico XLII, I principe di Reuss-Schleiz        |                                      | Augusta Dorotea di Hohenlohe-Langenburg      |                                                   |  |  |       |  |  |                                      |  |  |                                    |  |
|                                                 |                                      | Giorgio Augusto, I conte di Erbach-Schönberg | Giorgio Alberto II, conte di Erbach-Fürstenau     |  |  |       |  |  |                                      |  |  |                                    |  |
|                                                 |                                      | Giorgio Augusto, I conte di Erbach-Schönberg | Giorgio Alberto II, conte di Erbach-Fürstenau     |  |  |       |  |  |                                      |  |  |                                    |  |
|                                                 |                                      | Giorgio Augusto, I conte di Erbach-Schönberg | Anna Dorotea di Hohenlohe-Waldenburg              |  |  |       |  |  |                                      |  |  |                                    |  |
| Cristina di Erbach-Schönberg                    |                                      | Giorgio Augusto, I conte di Erbach-Schönberg |                                                   |  |  |       |  |  |                                      |  |  |                                    |  |
|                                                 |                                      | Ferdinanda Enrichetta di Stolberg-Gedern     | Luigi Cristiano, conte di Stolberg-Gedern         |  |  |       |  |  |                                      |  |  |                                    |  |
|                                                 |                                      | Ferdinanda Enrichetta di Stolberg-Gedern     | Luigi Cristiano, conte di Stolberg-Gedern         |  |  |       |  |  |                                      |  |  |                                    |  |
|                                                 |                                      | Ferdinanda Enrichetta di Stolberg-Gedern     | Cristina di Meclemburgo-Güstrow                   |  |  |       |  |  |                                      |  |  |                                    |  |
| Enrico LXII, I principe di Reuss-Gera           |                                      | Ferdinanda Enrichetta di Stolberg-Gedern     |                                                   |  |  |       |  |  |                                      |  |  |                                    |  |
|                                                 | Carlo Augusto di Hohenlohe-Kirchberg | Federico Eberardo di Hohenlohe-Kirchberg     |                                                   |  |  |       |  |  |                                      |  |  |                                    |  |
|                                                 | Carlo Augusto di Hohenlohe-Kirchberg | Federico Eberardo di Hohenlohe-Kirchberg     |                                                   |  |  |       |  |  |                                      |  |  |                                    |  |
|                                                 | Carlo Augusto di Hohenlohe-Kirchberg | Federica Albertina di Erbach-Fürstenau       |                                                   |  |  |       |  |  |                                      |  |  |                                    |  |
| Cristiano Federico Carlo di Hohenlohe-Kirchberg | Carlo Augusto di Hohenlohe-Kirchberg |                                              |                                                   |  |  |       |  |  |                                      |  |  |                                    |  |
|                                                 |                                      | Carlotta Amalia di Wolfstein                 | Cristiano Alberto di Wolfstein                    |  |  |       |  |  |                                      |  |  |                                    |  |
|                                                 |                                      | Carlotta Amalia di Wolfstein                 | Cristiano Alberto di Wolfstein                    |  |  |       |  |  |                                      |  |  |                                    |  |
|                                                 |                                      | Carlotta Amalia di Wolfstein                 | Augusta Federica di Hohenlohe-Neuenstein          |  |  |       |  |  |                                      |  |  |                                    |  |
| Carolina di Hohenlohe-Kirchberg                 |                                      | Carlotta Amalia di Wolfstein                 |                                                   |  |  |       |  |  |                                      |  |  |                                    |  |
|                                                 |                                      | Luigi, I principe di Hohenlohe-Langenburg    | Alberto Volfango, V conte di Hohenlohe-Langenburg |  |  |       |  |  |                                      |  |  |                                    |  |
|                                                 |                                      | Luigi, I principe di Hohenlohe-Langenburg    | Alberto Volfango, V conte di Hohenlohe-Langenburg |  |  |       |  |  |                                      |  |  |                                    |  |
|                                                 |                                      | Luigi, I principe di Hohenlohe-Langenburg    | Sofia Amalia di Nassau-Saarbrücken                |  |  |       |  |  |                                      |  |  |                                    |  |
| Luisa Carlotta di Hohenlohe-Langenburg          |                                      | Luigi, I principe di Hohenlohe-Langenburg    |                                                   |  |  |       |  |  |                                      |  |  |                                    |  |
|                                                 |                                      | Eleonora di Nassau-Saarbrücken               | Luigi Crato, conte di Nassau-Saarbrücken          |  |  |       |  |  |                                      |  |  |                                    |  |
|                                                 |                                      | Eleonora di Nassau-Saarbrücken               | Luigi Crato, conte di Nassau-Saarbrücken          |  |  |       |  |  |                                      |  |  |                                    |  |
|                                                 |                                      | Eleonora di Nassau-Saarbrücken               | Filippina Enrichetta di Hohenlohe-Langenburg      |  |  |       |  |  |                                      |  |  |                                    |  |
|                                                 |                                      | Eleonora di Nassau-Saarbrücken               |                                                   |  |  |       |  |  |                                      |  |  |                                    |  |

## Fonti
- Friedrich Wilhelm Trebge, Spuren im Land, Hohenleuben, 2005.
- Thomas Gehrlein, Das Haus Reuß - Älterer und Jüngerer Linie, Börde Verlag 2006, ISBN 978-3981031539